# Turistaút

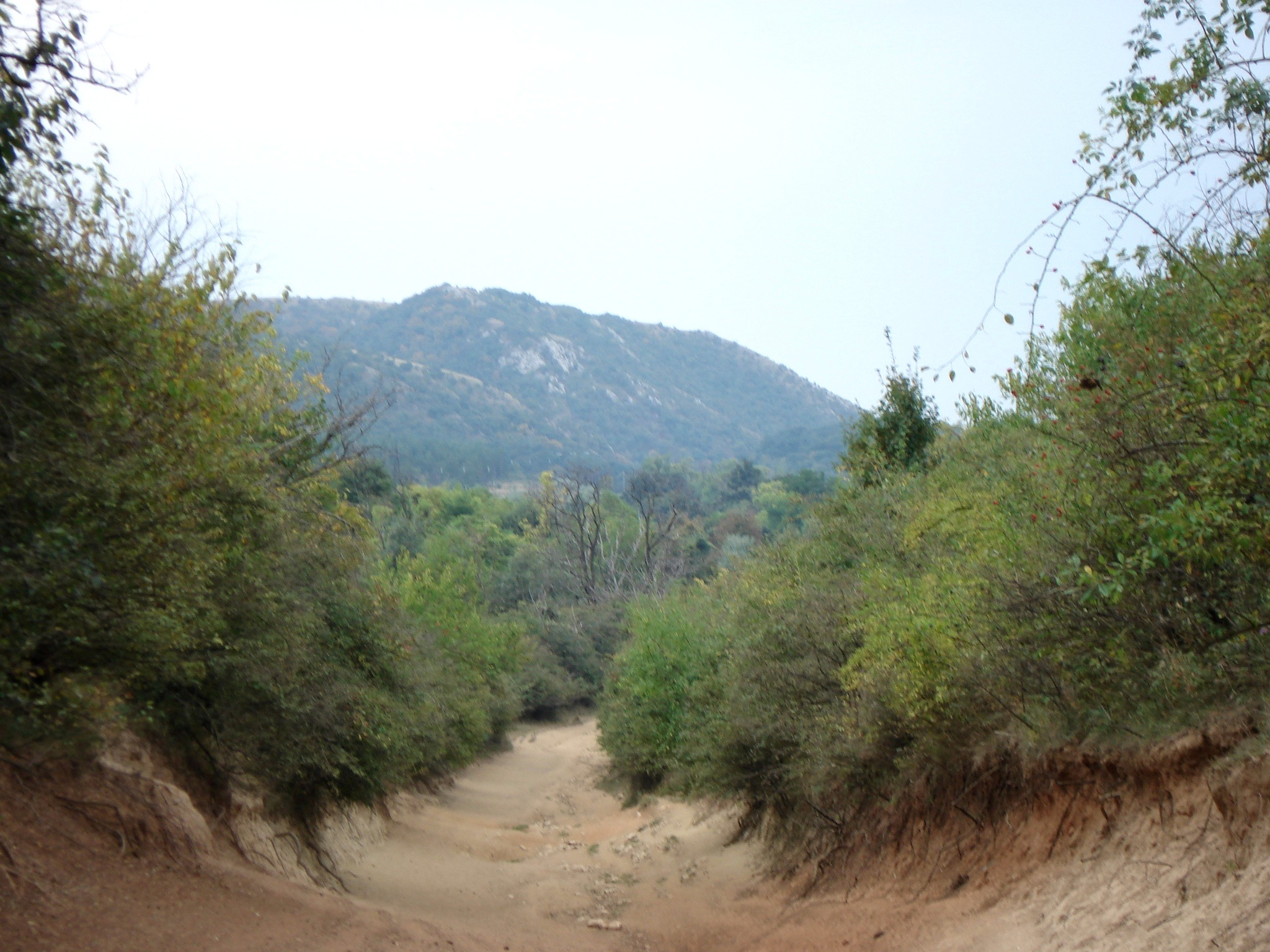
Turistaút a Baglyas hegyre, 2007

A turistaút (hivatalosan gyalogos turistaút vagy gyalogos turista útvonal olyan útvonal, amelyet közérdekből turisztikai célú gyalogos közlekedés
(gyalogtúrázás) céljából létesítettek, vagy e célú használatra is ajánlanak, ezért a követhetőség biztosítására megfelelő távközönként útjelzésekkel – felfestett 
turistajelzések, oszlopra helyezett útirányjelző táblák - láttak el.
Bár ez a meghatározás elsősorban a szűkebb értelemben vett természetjáró turista útvonalra vonatkozik, ám alkalmazható, és alkalmazandó bármilyen turisztikai, tematikus, illetve
rekreációs célú gyalogos útvonal  (így zarándokút, tanösvény, kijelölt sétaút, gyalogosok számára is kijelölt zöldút, borút, egyéb kulturális/történelmi/örökségi útvonal, nordic walking vagy terepfutó útvonal) megnevezésekor, létesítésekor illetve kijelölésekor is.

## Magyarországon
Magyarországon számos turistaút vezet át, amelyeket egyéni turistajelzéssel is ellátnak. A leghosszabb és leghíresebb az 1128 km hosszú Országos Kéktúra, amely az Írott-kőtől Hollóházáig tart.